# Breitling (Warnow)
Der Breitling ist eine rund 2500 Meter breite lagunenartige Erweiterung der Unterwarnow kurz vor deren Mündung in die Ostsee. 

Warnemünde und der Breitling heute im Vergleich zum 19. Jahrhundert

## Lage
Die Nord-Süd-Ausdehnung beträgt etwa 1500 Meter. Mit der Ostsee ist der Breitling nur durch eine schmale Zufahrt in Warnemünde, den Seekanal, verbunden. Durch diese Gegebenheiten ist der Breitling ein idealer Naturhafen. Zur Ostsee wird der Breitling durch den Rostocker Ortsteil Hohe Düne abgegrenzt. Am Südufer befindet sich der Seehafen Rostock, am nördlichen Ufer der Hafen der Deutschen Marine. Dort ist das 1. Korvettengeschwader beheimatet. Vor Hohe Düne liegt, nur durch den Pinnengraben getrennt, die teilweise durch Aufspülung künstlich vergrößerte, unbewohnte Insel Pagenwerder. Die Insel ist Landschaftsschutzgebiet (Vogelbrutplatz). Am östlichen Ufer, dem Rand der Rostocker Heide befindet sich die historische Ausflugsgaststätte Schnatermann mit einem kleinen Sportboothafen.

## Geschichte

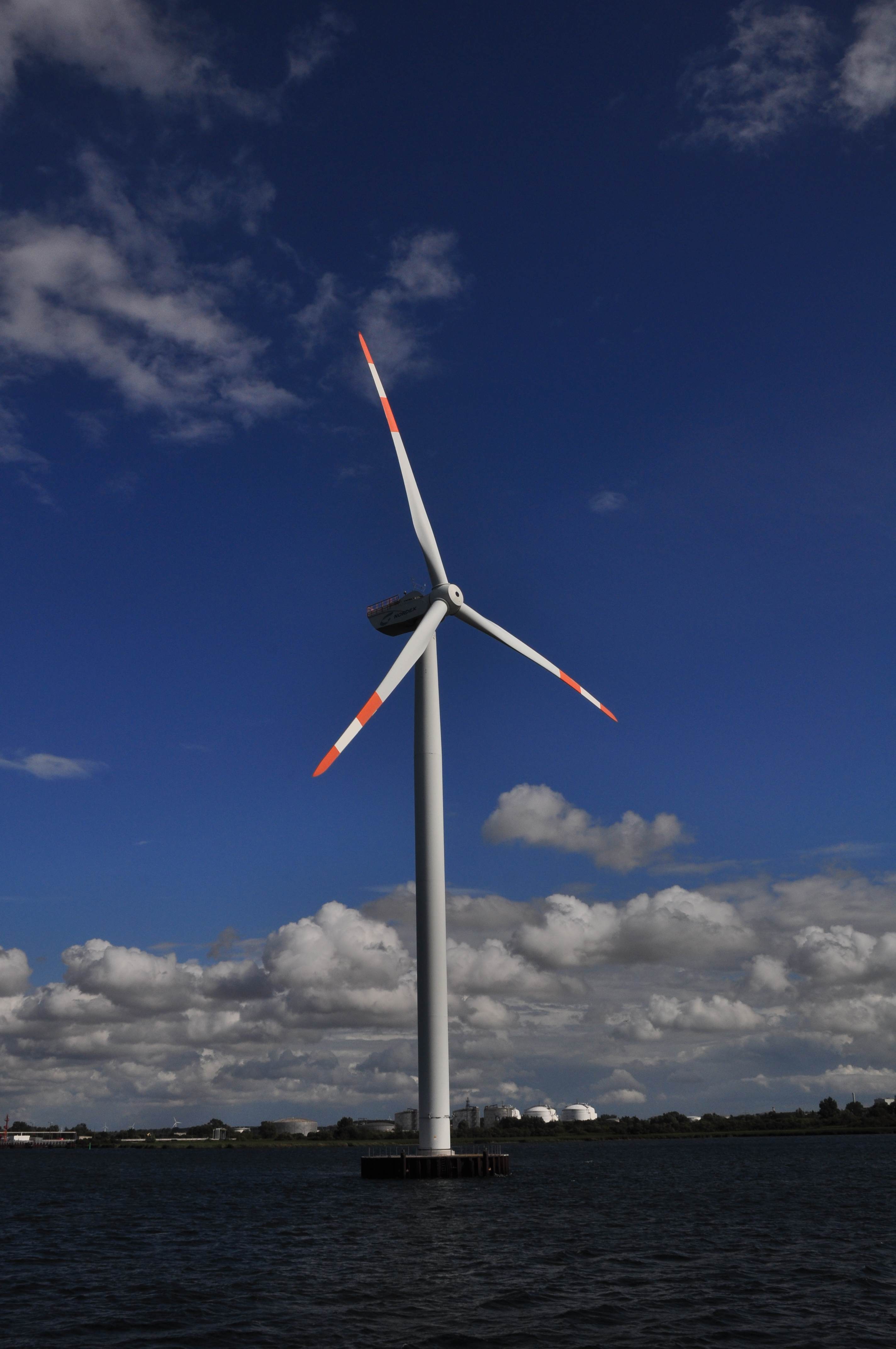
Windkraftanlage im Breitling

In den 1950er/60er Jahren sollte der Breitling über den Küstenkanal mit dem Stettiner Haff verbunden werden. Dieses Projekt wurde auf Grund der hohen Kosten jedoch nur stückweise realisiert.
Im Breitling entstand im Herbst 2005 die erste Offshore-Windkraftanlage in Deutschland. Die N90/2500-Windturbine, die von der in Rostock produzierenden Firma Nordex errichtet wurde und am 15. Februar 2006 in Betrieb ging, ist inklusive des Rotors von 90 Metern Durchmesser 125 Meter hoch und hat eine Nennleistung von 2,5 Megawatt.